# Ejército medieval bosnio

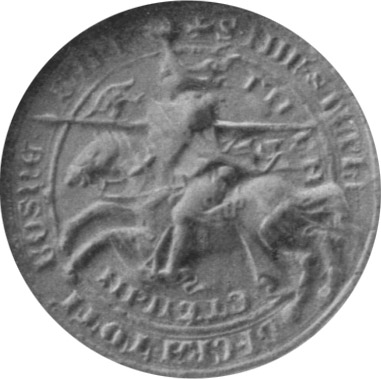
Sello del ban Tvrtko I de 1356, que representa a un caballero con una lanza.

El ejército bosnio en la Edad Media se refiere a las fuerzas armadas del Banato y del Reino de Bosnia en el período comprendido entre los siglos xii y xv.

## Armamento y equipamiento

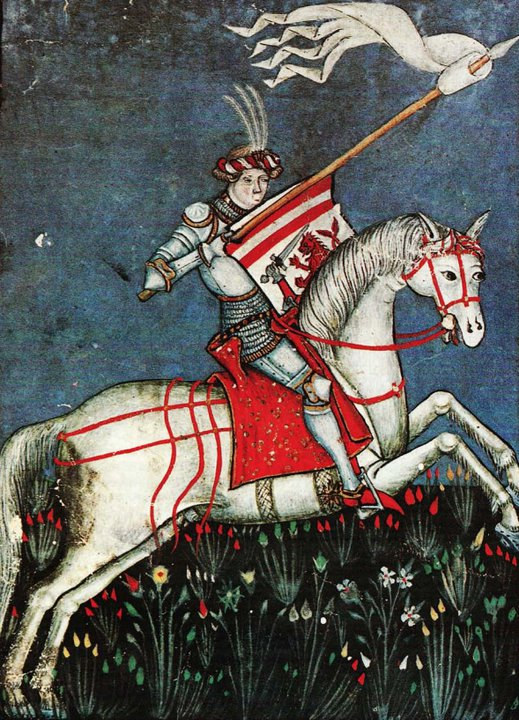
El duque Hrvoje Vukčić con su traje caballeresco, ilustración del libro Misal de Hrvoje de principios del.